# 小行星列表/167101-167200
| 名稱                   | 臨時編號   | 發現日期       | 發現地點   | 發現者                         |
| ---------------------- | ---------- | -------------- | ---------- | ------------------------------ |
| 小行星167101           | 2003 ST46  | 2003年9月16日  | 可可尼诺县 | 洛厄尔天文台近地小行星搜寻计划 |
| 小行星167102           | 2003 SB47  | 2003年9月16日  | 可可尼诺县 | 洛厄尔天文台近地小行星搜寻计划 |
| 小行星167103           | 2003 SL50  | 2003年9月18日  | 帕洛马山   | 近地小行星追踪                 |
| 小行星167104           | 2003 SB51  | 2003年9月18日  | 帕洛马山   | 近地小行星追踪                 |
| 小行星167105           | 2003 SD52  | 2003年9月18日  | 帕洛马山   | 近地小行星追踪                 |
| 小行星167106           | 2003 SS60  | 2003年9月17日  | 基特峰     | 太空监视                       |
| 小行星167107           | 2003 SK61  | 2003年9月17日  | 索科罗     | 林肯近地小行星研究小组         |
| 小行星167108           | 2003 SX61  | 2003年9月17日  | 索科罗     | 林肯近地小行星研究小组         |
| 小行星167109           | 2003 SK74  | 2003年9月18日  | 基特峰     | 太空监视                       |
| 小行星167110           | 2003 SG76  | 2003年9月18日  | 基特峰     | 太空监视                       |
| 小行星167111           | 2003 SU77  | 2003年9月19日  | 基特峰     | 太空监视                       |
| 小行星167112           | 2003 SH78  | 2003年9月19日  | 基特峰     | 太空监视                       |
| 小行星167113Robertwick | 2003 SW78  | 2003年9月19日  | 谢拉维斯塔 | Junk Bond                      |
| 小行星167114           | 2003 SM82  | 2003年9月18日  | 索科罗     | 林肯近地小行星研究小组         |
| 小行星167115           | 2003 SU85  | 2003年9月16日  | 基特峰     | 太空监视                       |
| 小行星167116           | 2003 SE87  | 2003年9月17日  | 索科罗     | 林肯近地小行星研究小组         |
| 小行星167117           | 2003 SF90  | 2003年9月18日  | 索科罗     | 林肯近地小行星研究小组         |
| 小行星167118           | 2003 SG90  | 2003年9月18日  | 索科罗     | 林肯近地小行星研究小组         |
| 小行星167119           | 2003 SW90  | 2003年9月18日  | 索科罗     | 林肯近地小行星研究小组         |
| 小行星167120           | 2003 SR98  | 2003年9月19日  | 海勒卡拉   | 近地小行星追踪                 |
| 小行星167121           | 2003 SZ122 | 2003年9月18日  | 索科罗     | 林肯近地小行星研究小组         |
| 小行星167122           | 2003 SL123 | 2003年9月18日  | 索科罗     | 林肯近地小行星研究小组         |
| 小行星167123           | 2003 SU124 | 2003年9月18日  | 帕洛马山   | 近地小行星追踪                 |
| 小行星167124           | 2003 SB134 | 2003年9月18日  | 索科罗     | 林肯近地小行星研究小组         |
| 小行星167125           | 2003 SZ137 | 2003年9月19日  | 帕洛马山   | 近地小行星追踪                 |
| 小行星167126           | 2003 SS141 | 2003年9月20日  | 帝王台     | 帝王台近地天體巡天             |
| 小行星167127           | 2003 SX143 | 2003年9月21日  | 索科罗     | 林肯近地小行星研究小组         |
| 小行星167128           | 2003 SK148 | 2003年9月16日  | 索科罗     | 林肯近地小行星研究小组         |
| 小行星167129           | 2003 SO155 | 2003年9月19日  | 可可尼诺县 | 洛厄尔天文台近地小行星搜寻计划 |
| 小行星167130           | 2003 SL156 | 2003年9月19日  | 可可尼诺县 | 洛厄尔天文台近地小行星搜寻计划 |
| 小行星167131           | 2003 SR159 | 2003年9月22日  | 基特峰     | 太空监视                       |
| 小行星167132           | 2003 SX162 | 2003年9月19日  | 基特峰     | 太空监视                       |
| 小行星167133           | 2003 SS164 | 2003年9月20日  | 可可尼诺县 | 洛厄尔天文台近地小行星搜寻计划 |
| 小行星167134           | 2003 SF167 | 2003年9月22日  | 索科罗     | 林肯近地小行星研究小组         |
| 小行星167135           | 2003 SE178 | 2003年9月19日  | 帕洛马山   | 近地小行星追踪                 |
| 小行星167136           | 2003 SG178 | 2003年9月19日  | 帕洛马山   | 近地小行星追踪                 |
| 小行星167137           | 2003 SS184 | 2003年9月21日  | 基特峰     | 太空监视                       |
| 小行星167138           | 2003 SP195 | 2003年9月20日  | 帕洛马山   | 近地小行星追踪                 |
| 小行星167139           | 2003 SU195 | 2003年9月20日  | 海勒卡拉   | 近地小行星追踪                 |
| 小行星167140           | 2003 SP196 | 2003年9月20日  | 帕洛马山   | 近地小行星追踪                 |
| 小行星167141           | 2003 SZ196 | 2003年9月21日  | 可可尼诺县 | 洛厄尔天文台近地小行星搜寻计划 |
| 小行星167142           | 2003 SV199 | 2003年9月21日  | 可可尼诺县 | 洛厄尔天文台近地小行星搜寻计划 |
| 小行星167143           | 2003 SD200 | 2003年9月21日  | 可可尼诺县 | 洛厄尔天文台近地小行星搜寻计划 |
| 小行星167144           | 2003 SG200 | 2003年9月25日  | 帕洛马山   | 近地小行星追踪                 |
| 小行星167145           | 2003 SS205 | 2003年9月25日  | 海勒卡拉   | 近地小行星追踪                 |
| 小行星167146           | 2003 ST207 | 2003年9月26日  | 索科罗     | 林肯近地小行星研究小组         |
| 小行星167147           | 2003 SZ207 | 2003年9月26日  | 索科罗     | 林肯近地小行星研究小组         |
| 小行星167148           | 2003 SO208 | 2003年9月23日  | 帕洛马山   | 近地小行星追踪                 |
| 小行星167149           | 2003 SR210 | 2003年9月23日  | 帕洛马山   | 近地小行星追踪                 |
| 小行星167150           | 2003 SR211 | 2003年9月25日  | 帕洛马山   | 近地小行星追踪                 |
| 小行星167151           | 2003 SH212 | 2003年9月25日  | 帕洛马山   | 近地小行星追踪                 |
| 小行星167152           | 2003 SM213 | 2003年9月26日  | 索科罗     | 林肯近地小行星研究小组         |
| 小行星167153           | 2003 SA218 | 2003年9月27日  | 本森       | 杨光宇                         |
| 小行星167154           | 2003 SC218 | 2003年9月27日  | 本森       | 杨光宇                         |
| 小行星167155           | 2003 SU218 | 2003年9月28日  | 本森       | 杨光宇                         |
| 小行星167156           | 2003 SA228 | 2003年9月27日  | 索科罗     | 林肯近地小行星研究小组         |
| 小行星167157           | 2003 SA234 | 2003年9月25日  | 帕洛马山   | 近地小行星追踪                 |
| 小行星167158           | 2003 SD235 | 2003年9月26日  | 索科罗     | 林肯近地小行星研究小组         |
| 小行星167159           | 2003 SH235 | 2003年9月27日  | 索科罗     | 林肯近地小行星研究小组         |
| 小行星167160           | 2003 SY238 | 2003年9月27日  | 索科罗     | 林肯近地小行星研究小组         |
| 小行星167161           | 2003 SU244 | 2003年9月26日  | 索科罗     | 林肯近地小行星研究小组         |
| 小行星167162           | 2003 SW246 | 2003年9月26日  | 索科罗     | 林肯近地小行星研究小组         |
| 小行星167163           | 2003 SG247 | 2003年9月26日  | 索科罗     | 林肯近地小行星研究小组         |
| 小行星167164           | 2003 ST247 | 2003年9月26日  | 索科罗     | 林肯近地小行星研究小组         |
| 小行星167165           | 2003 SY247 | 2003年9月26日  | 索科罗     | 林肯近地小行星研究小组         |
| 小行星167166           | 2003 SR248 | 2003年9月26日  | 索科罗     | 林肯近地小行星研究小组         |
| 小行星167167           | 2003 SZ249 | 2003年9月26日  | 索科罗     | 林肯近地小行星研究小组         |
| 小行星167168           | 2003 SP250 | 2003年9月26日  | 索科罗     | 林肯近地小行星研究小组         |
| 小行星167169           | 2003 SH251 | 2003年9月26日  | 索科罗     | 林肯近地小行星研究小组         |
| 小行星167170           | 2003 SC252 | 2003年9月26日  | 索科罗     | 林肯近地小行星研究小组         |
| 小行星167171           | 2003 SP257 | 2003年9月28日  | 索科罗     | 林肯近地小行星研究小组         |
| 小行星167172           | 2003 SV257 | 2003年9月28日  | 索科罗     | 林肯近地小行星研究小组         |
| 小行星167173           | 2003 SN258 | 2003年9月28日  | 基特峰     | 太空监视                       |
| 小行星167174           | 2003 SL260 | 2003年9月27日  | 基特峰     | 太空监视                       |
| 小行星167175           | 2003 SO266 | 2003年9月29日  | 索科罗     | 林肯近地小行星研究小组         |
| 小行星167176           | 2003 SO269 | 2003年9月28日  | 图森       | R. A. Tucker                   |
| 小行星167177           | 2003 SD271 | 2003年9月25日  | 海勒卡拉   | 近地小行星追踪                 |
| 小行星167178           | 2003 SF272 | 2003年9月27日  | 索科罗     | 林肯近地小行星研究小组         |
| 小行星167179           | 2003 SK273 | 2003年9月27日  | 索科罗     | 林肯近地小行星研究小组         |
| 小行星167180           | 2003 SR273 | 2003年9月28日  | 基特峰     | 太空监视                       |
| 小行星167181           | 2003 SH277 | 2003年9月30日  | 索科罗     | 林肯近地小行星研究小组         |
| 小行星167182           | 2003 SK281 | 2003年9月19日  | 基特峰     | 太空监视                       |
| 小行星167183           | 2003 SU284 | 2003年9月20日  | 索科罗     | 林肯近地小行星研究小组         |
| 小行星167184           | 2003 SO286 | 2003年9月21日  | 帕洛马山   | 近地小行星追踪                 |
| 小行星167185           | 2003 SZ287 | 2003年9月30日  | 索科罗     | 林肯近地小行星研究小组         |
| 小行星167186           | 2003 SO288 | 2003年9月28日  | 索科罗     | 林肯近地小行星研究小组         |
| 小行星167187           | 2003 SX294 | 2003年9月28日  | 索科罗     | 林肯近地小行星研究小组         |
| 小行星167188           | 2003 SA295 | 2003年9月28日  | 索科罗     | 林肯近地小行星研究小组         |
| 小行星167189           | 2003 SS299 | 2003年9月30日  | 索科罗     | 林肯近地小行星研究小组         |
| 小行星167190           | 2003 SR302 | 2003年9月17日  | 帕洛马山   | 近地小行星追踪                 |
| 小行星167191           | 2003 SQ306 | 2003年9月30日  | 索科罗     | 林肯近地小行星研究小组         |
| 小行星167192           | 2003 SU309 | 2003年9月27日  | 索科罗     | 林肯近地小行星研究小组         |
| 小行星167193           | 2003 SD322 | 2003年9月27日  | 索科罗     | 林肯近地小行星研究小组         |
| 小行星167194           | 2003 SL322 | 2003年9月28日  | 索科罗     | 林肯近地小行星研究小组         |
| 小行星167195           | 2003 TP1   | 2003年10月2日  | 基特峰     | 太空监视                       |
| 小行星167196           | 2003 TN5   | 2003年10月2日  | 索科罗     | 林肯近地小行星研究小组         |
| 小行星167197           | 2003 TO5   | 2003年10月2日  | 索科罗     | 林肯近地小行星研究小组         |
| 小行星167198           | 2003 TV7   | 2003年10月1日  | 可可尼诺县 | 洛厄尔天文台近地小行星搜寻计划 |
| 小行星167199           | 2003 TT14  | 2003年10月14日 | 可可尼诺县 | 洛厄尔天文台近地小行星搜寻计划 |
| 小行星167200           | 2003 TO18  | 2003年10月15日 | 可可尼诺县 | 洛厄尔天文台近地小行星搜寻计划 |